# ریچارد جسپ

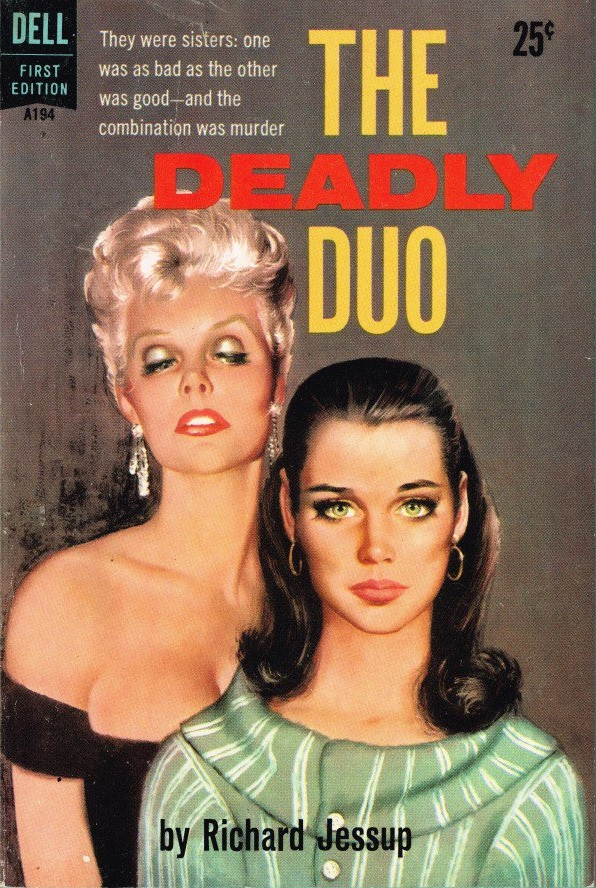
کاور فیلم The Deadly Duo از ریچارد جسپ، تصویر از فریمن الیوت.

ریچارد جسِـپ (انگلیسی: Richard Jessup؛ ۲ ژانویه ۱۹۲۵–۲۲ اکتبر ۱۹۸۲) یک فیلم‌نامه‌نویس پُرکار اهل ایالات متحده آمریکا بود.
از فیلم‌ها یا مجموعه‌های تلویزیونی که وی در آن‌ها نقش داشته است می‌توان به ویرجینیایی‌ها اشاره نمود. اتو پرمینگر حق ساخت فیلمی بر پایۀ رمانش «فاکس‌وی» را خریداری کرد، اما این فیلم هرگز ساخته نشد.